# Timarcha
Timarcha  (лат.) — род жуков-листоедов из подсемейства хризомелин (Chrysomellinae). Насчитывают около 100 видов. Жуки чёрного цвета, напоминающие чернотелок. Питаются на растениях родов Galium, Rubia, Asperula (жуки видов Timarcha tenebricosa и Timarcha goettingensis) и других представителях семейств Rubiaceae и Plumbaginaceae, некоторые виды на Brassicaceae и Rosaceae.